# Jeanne Gang

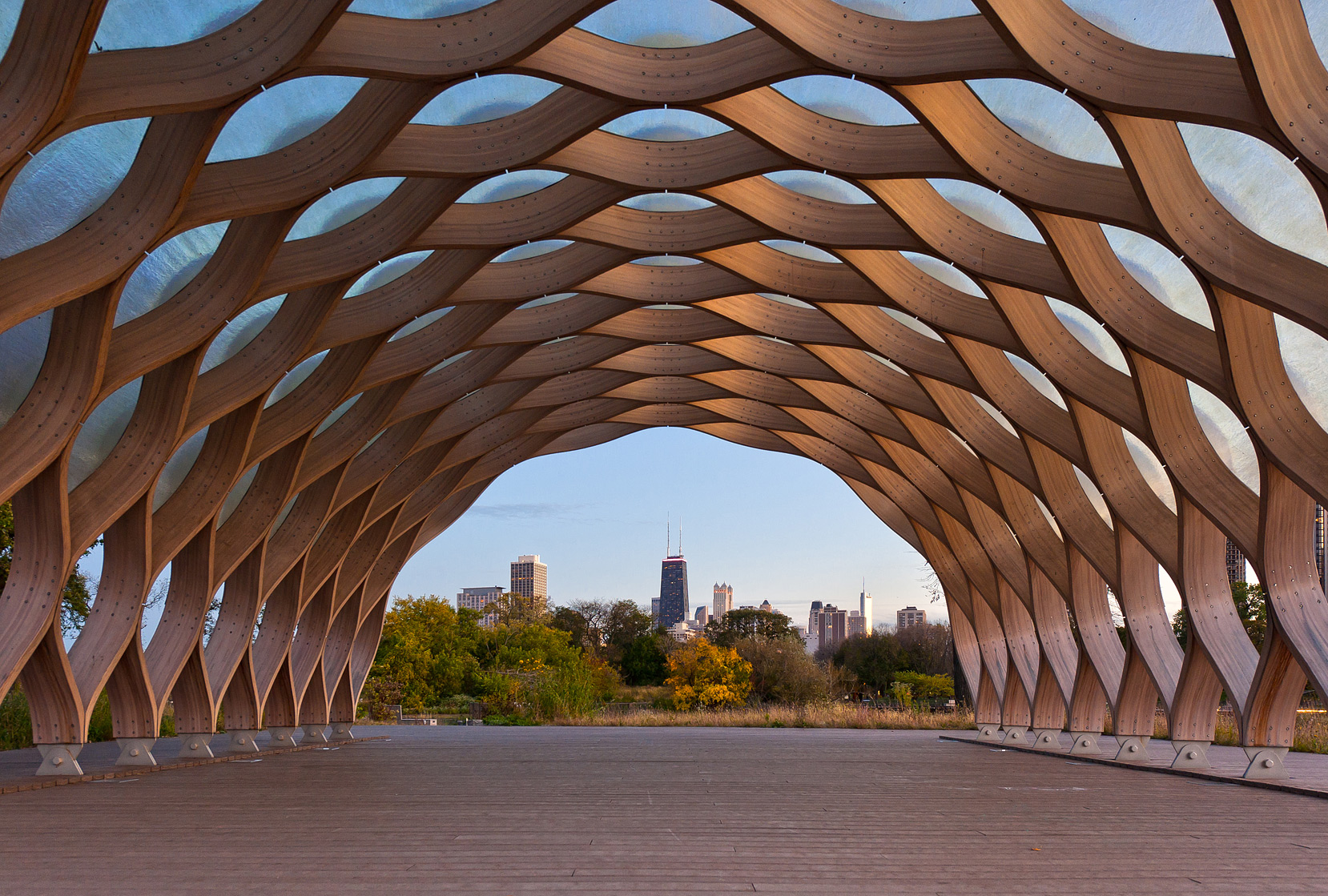
Pabellón en el Lincoln Park Zoo

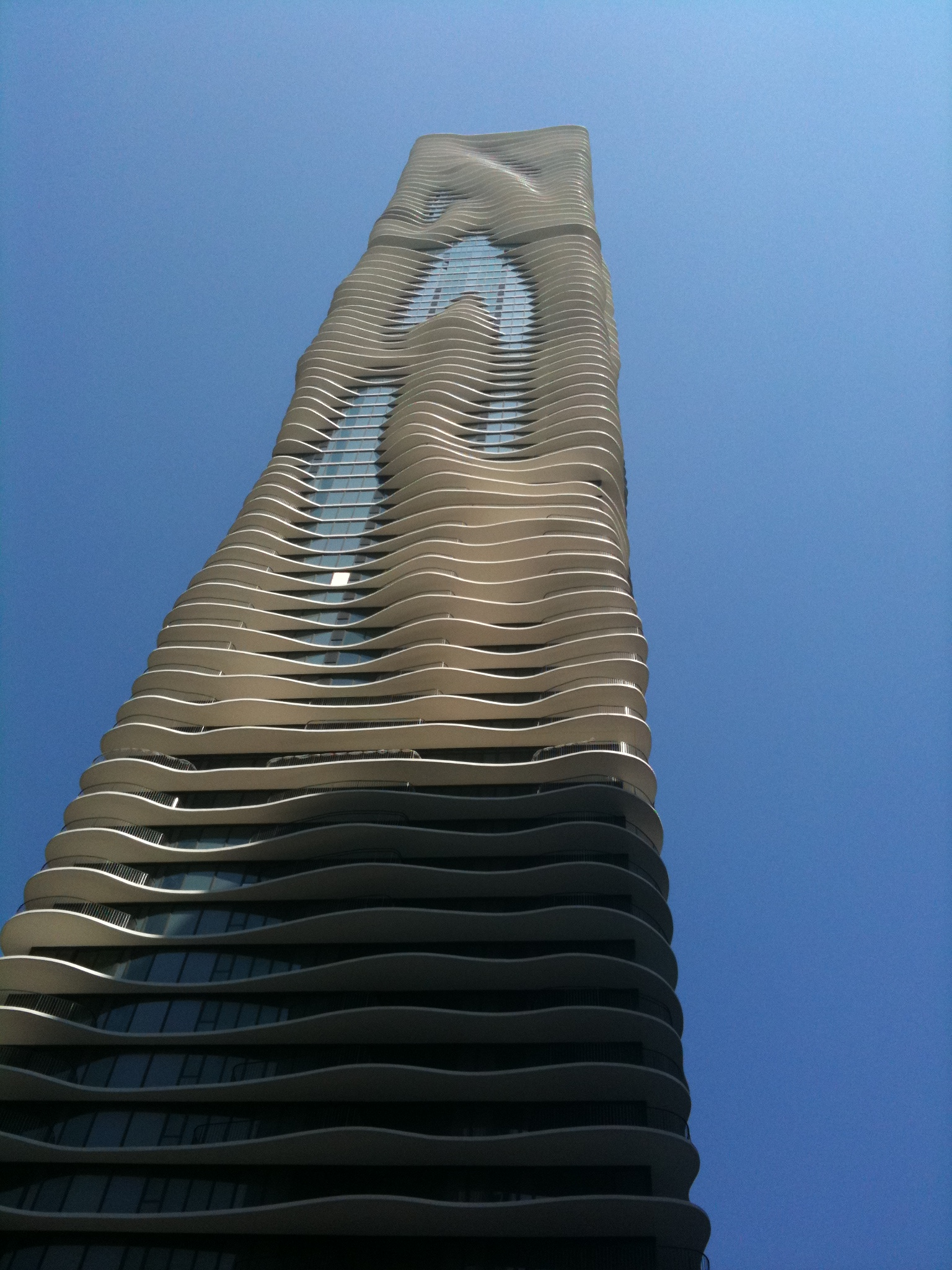
Fachada occidental del rascacielo Aqua, en Chicago diseñado por Gang.

Jeanne Gang (Belvidere, Illinois, 19 de marzo de 1964) es una arquitecta estadounidense. Lidera la firma Studio Gang, de arquitectura y diseño.

## Primeros años
Su madre, bibliotecaria y su padre, ingeniero llevaban a la familia a recorrer el país para visitar grandes obras de arquitectura. Allí Gang descubre las grandes dimensiones del paisaje norteamericano. Ella era la tercera de cuatro niñas.

## Formación
Gang obtuvo su Licenciatura en Ciencias en Arquitectura de la Universidad de Illinois en 1986 y una Maestría en Arquitectura con honores de la Universidad de Harvard en 1993. En 1989, fue Becaria del Rotary International, y estudió en la Universidad de Estudios Técnicos en Zúrich, Suiza. También estudio en la Escuela Nacional Superior de Arquitectura de Versalles : ENSAV. Antes de fundar su propia firma, trabajó con OMA/Rem Koolhaas en Rótterdam desde 1993 a 1995 como arquitecta proyectista y Jefa de Diseño.

## Obras
Entre su numerosa producción es de destacar su trabajo en Estados Unidos: planificaciones; edificios de torres; de arte y cultura; universitarios; comunitarios; de viviendas individuales; como así también espacios interiores y de exhibiciones entre otros.
Se destacan como proyectos arquitectónicos edificios como: el Centro Arcus de liderazgo social y justicia en Kalamazoo, Michigan; el Beloit College, en Beloit Wisconsin; junto a Kathy O’Donnell, el Bengt Sjostrom Starlight Theatre en Rockford Illinois; el Centro Blue Wall, en Carolina del Sur; el Centro Kam Liu de la Liga de Servicios Americanos Chinos en Chicago Illinois; el edificio de enseñanza de producción multimedia y centro del Columbia College Chicago en Illinois; el edificio de rescate de Bomberos 2 en Crown Heights, Brooklyn, NY; Aldeas Infantiles SOS Children's Villages, y un centro comunitario para promover la atención comunitaria en el sur de Chicago, solo por mencionar algunos de los más representativos de su producción arquitectónica.
Los proyectos Studio Gang incluyen Aqua, un rascacielos de 86 pisos de uso mixto residencial que se construyó entre 2007 y 2009 y que fue diseñado íntegramente por Jeanne Gang junto a su equipo de trabajo. Su característica funcional es la de ser un edificio de uso mixto, con estacionamientos, oficinas, hotel, áreas recreativas deportivas, y jardines entre otras. Sin embargo además de la superficie que ocupa, el valor agregado de este edificio aparece desde “su concepto” que logra traducirse en su imagen acorde y elocuente a la idea, construida por todos sus atributos conceptuales.
El proyecto de este rascacielos es además simbólico ya que representa uno de los encargos más grandes de diseño realizado por un estudio arquitectónico liderado por una arquitecta.

## Premios y honores
El trabajo de Studio Gang ha sido expuesto en la Bienal de Venecia, el Museo Nacional de la Construcción y el Instituto de Arte de Chicago, y ha aparecido en publicaciones como Metropolis y Architectural Review. Ha recibido honores por su trabajo, incluyendo:
- Architect of the Year, Women in Architecture, Architectural Review, 2016.[4]
- New Generation Leader at the first annual Women in Architecture Awards from Architectural Record, 2014[5]
- National Design Award for Architectural Design, Cooper Hewitt, Smithsonian Design Museum, 2013[6]
- Miembro de la National Academy of Design, 2012

- John D. y Catherine T. MacArthur Fellow Program, 2011.[7]
- Emporis Skyscraper al rascacielos del año por Acqua 2009
- Finalista para el premio Internacional Bianual Highrise por Acqua, 2010
- Miembro del Instituto Americano de Arquitectos, 2009
- "Héroes Culturales" Time Out Chicago, 2008
- Nominada al Premio Iakov Chernikov de 2008
- Premio de la Academia Americana de las Artes y las Letras en 2006.
- Emerging Voices Award, Liga de Arquitectura de Nueva York, 2006
- Nominado Premio Rave, Wired Magazine, 2004
- Chicago del Año, Chicago Tribune, diciembre de 2004
- Design Vanguard, Architectural Record, 2001

## Enseñanza
Gang ha enseñado arquitectura como profesora adjunta asociada en el Instituto de Tecnología de Illinois desde 1998. Fue profesora invitada en la Harvard Graduate School of Design en 2004, profesora de la cátedra Louis I. Kahn en la Escuela de Arquitectura de Yale en 2005, y fue profesora visitante del Design Studio en la Universidad de Princeton, en la primavera de 2007.